# Giulio Bas
Giulio Bas (* 21. April 1874 in Venedig; † 27. August 1929) war ein italienischer Komponist und  Organist.
Bas studierte bei Giovanni Tebaldini und Marco Enrico Bossi und in München bei Joseph Rheinberger. 1901 wurde er Organist an der Basilica di San Marco, später an der Kirche San Luigi dei Francesi in Rom. Ab 1912 unterrichtete er am Konservatorium gregorianischen Gesang. Zu seinen Schülern zählten u. a. Eduardo Dagnino, Domenico De’ Paoli, Renzo Bracesco, Michelangelo Abbado, Luigi Picchi, Enea Ferrante und Giuseppe Biella.
Bas verfasste mehrere Schriften zur Musiktheorie und zum gregorianischen Gesang. Er komponierte einige Orgelwerke und Lieder und veröffentlichte eine Oboenschule.

## Schriften
- Manuale di canto gregoriano, 1910
- Metodo di accompagnamento al canto gregoriano e di composizione negli 8 modi, 1920
- Trattato di forme musicali, 2 Bände, 1920–22
- Trattato d’armonia, 1922–23

## Quelle
- Edizioni Carrara - Giulio Bas

| Personendaten    | Personendaten                        |
| ---------------- | ------------------------------------ |
| NAME             | Bas, Giulio                          |
| KURZBESCHREIBUNG | italienischer Komponist und Organist |
| GEBURTSDATUM     | 21. April 1874                       |
| GEBURTSORT       | Venedig                              |
| STERBEDATUM      | 27. August 1929                      |